# Parque de Aves de Steinen
El Parque de Aves de Steinen (nombre local: Vogelpark Steinen) fue creado en 1980 sobre un área de 10 ha en un valle de la Selva Negra Meridional en el barrio Hofen de Steinen cerca de Lörrach en el suroeste de Alemania cerca de la frontera con Francia y Suiza. (enlace roto disponible en este archivo). En los recintos al aire libre del parque se pueden ver varias especies de pájaros endémicos y exóticos y además cabras enanas, canguros y monos de Berbería.

## Enlaces
- Sitio web del Parque de Aves de Steinen